# Dominus flevit

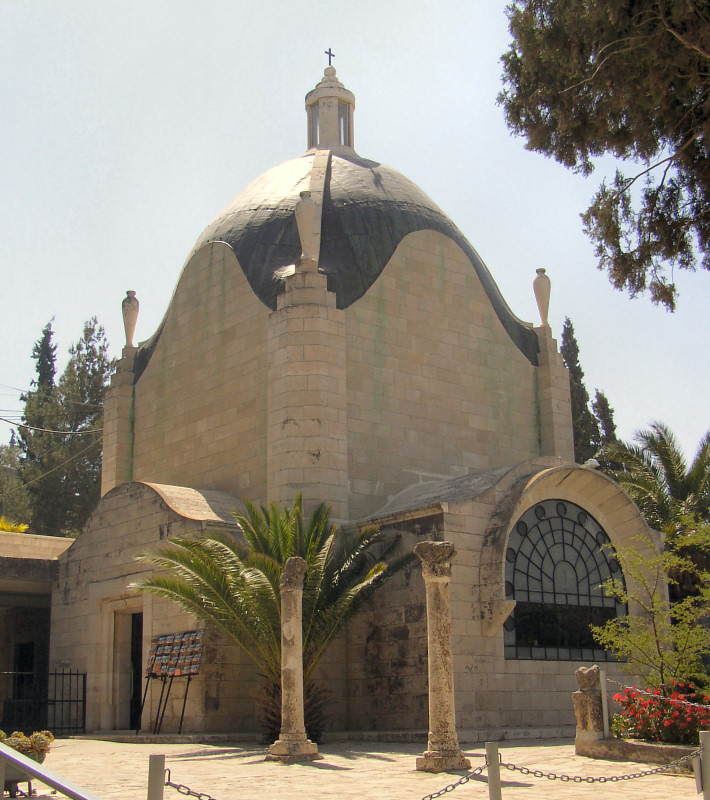
Kirche Dominus flevit, Jerusalem

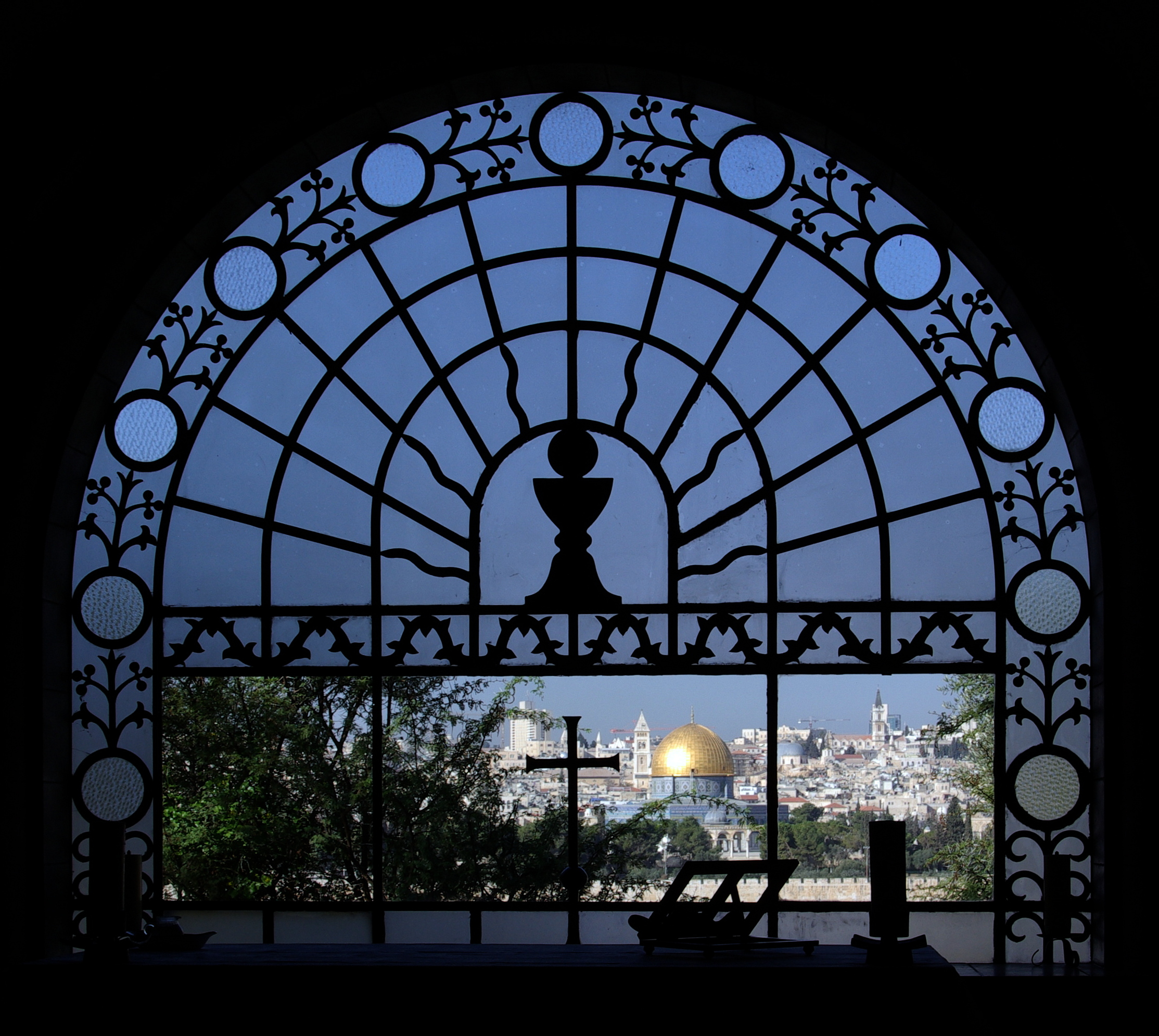
Blick aus Dominus Flevit auf Jerusalem

Dominus flevit (lat. „Der Herr weinte“) ist der Name einer kleinen römisch-katholischen Kirche auf dem Ölberg in Jerusalem.

## Überblick
Die Kirche gehört dem Orden der Franziskaner (OFM) und wurde 1955 nach den Plänen Antonio Barluzzis auf den Fundamenten einer byzantinischen Kirche aus dem 6. Jahrhundert erbaut und erinnert an die Trauer Jesu im Wissen um die kommende Zerstörung Jerusalems. Die aufsehenerregenden Ausgrabungen, die vom Studium Biblicum Franciscanum unter der Leitung von Pater Bellarmino Bagatti zwischen 1953 und 1955 unternommen wurden, legten einen jüdisch-christlichen Friedhof aus dem 1. Jahrhundert frei. Die Ossuaria oder Steinkassetten für die Aufbewahrung der Gebeine weisen zahlreiche Kritzeleien mit einigen der ältesten christlichen Symbole auf. Augenfällig ist insbesondere ein Monogramm vom „konstantinischen“ Typ, der anscheinend noch aus viel früheren judenchristlichen Zeiten stammt (Konstantin starb im Jahr 337). Weiter wurden wertvolle Sarkophage mit Pflanzenschmuck oder geometrischen Mustern gefunden, die heute im Museum der Flagellation zu sehen sind.
Links vom Haupteingang sind die Reste eines christlichen Mosaiks aus byzantinischer Zeit erhalten, die beim Neubau der heutigen Kirche freigelegt wurden. Hierauf sind einige sehr seltene Motive (z. B. eine durchstochene Perle in Anlehnung an das entsprechende Gleichnis Jesu) besonders sehenswert.
Architektonisch augenfällig ist die Tränenform der Kuppel. An den vier Seiten der Kuppel hat der Architekt „Tränenvasen“ verbaut, womit er auf einen Brauch aus seiner Heimat, die letzte Träne eines Sterbenden in besonderen Gefäßen aufzubewahren, anspielt.
Dominus Flevit – Der Herr weinte
Jerusalem! Jerusalem! Du tötest die Propheten und steinigst die Boten, die zu dir gesand sind. Wie oft wollte ich deine Kinder um mich sammeln, so wie eine Henne ihre Küken unter ihre Flügel nimmt; aber ihr habt nicht gewollt. Darum wird euer Haus (von Gott) verlassen. Und ich sage euch: Von Jetzt an werdet ihr mich nicht mehr sehen, bis ihr ruft: „Gesegnet sei er, der kommt im Namen des Herrn!“ (Mt 23,37-39 )
Und als er nahe hinzukam, sah er die Stadt und weinte über sie und sprach: Wenn doch auch du erkenntest zu dieser Zeit, was zum Frieden dient! Aber nun ist's vor deinen Augen verborgen. Denn es wird eine Zeit über dich kommen, da werden deine Feinde um dich einen Wall aufwerfen, dich belagern und von allen Seiten bedrängen und werden dich dem Erdboden gleichmachen samt deinen Kindern in dir und keinen Stein auf dem andern lassen in dir, weil du die Zeit nicht erkannt hast, in der du heimgesucht worden bist. (Lk 19,41-44 )
Die Kirche ist vor allem durch Innenaufnahmen bekannt, denn anders als sonst bei christlichen Kirchen üblich ist die Dominus Flevit nicht nach Osten ausgerichtet, sondern nach Westen: Durch ein Fenster hinter dem Altar fällt der Blick auf die Altstadt in Richtung der im christlichen Glauben die Erlösung darstellenden Grabeskirche und den Felsendom, die beide (fast) auf gleicher Höhe liegen wie die Dominus Flevit. Der schönste Anblick ist in den Morgen- und (früheren) Vormittagsstunden gegeben (Sonne).

## Tourismus
Täglich sind Kirche und der zugehörige Garten von 8 bis 17 Uhr geöffnet (in der Regel allerdings für eine Stunde am Mittag geschlossen. Kleidungsvorschriften sind zu beachten: bedeckte Knie und Schultern). Der Eintritt ist frei. In der Kirche wird eine Spende erbeten. Nach Reservierung ist für geschlossenen Gruppen Gottesdienst möglich (max. 45 Minuten) – die Kirche ist in dieser Zeit für andere Besucher gesperrt.

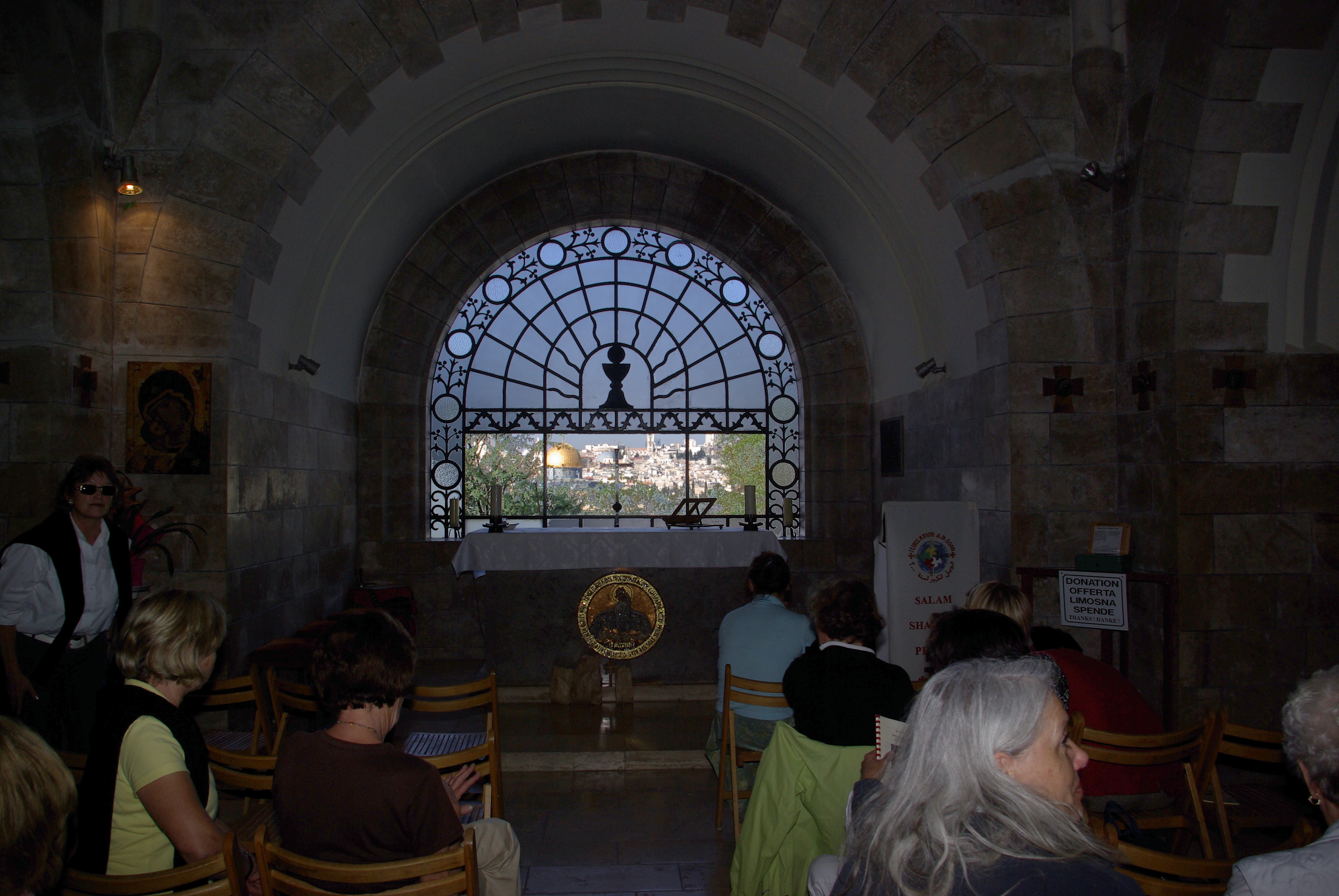
Innenraum mit Blick auf den Tempelberg
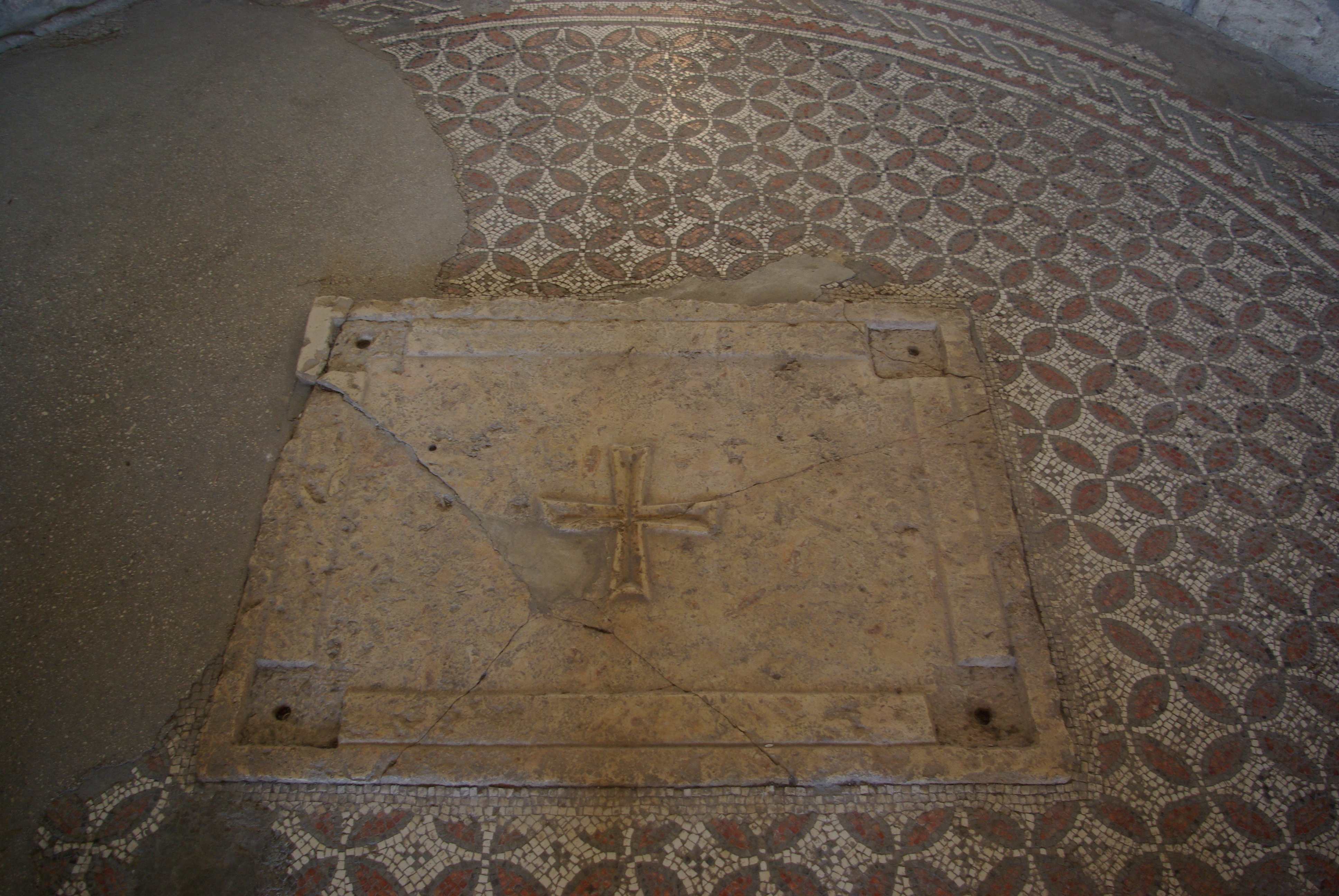
Mosaik und Bodenplatte mit Kreuz
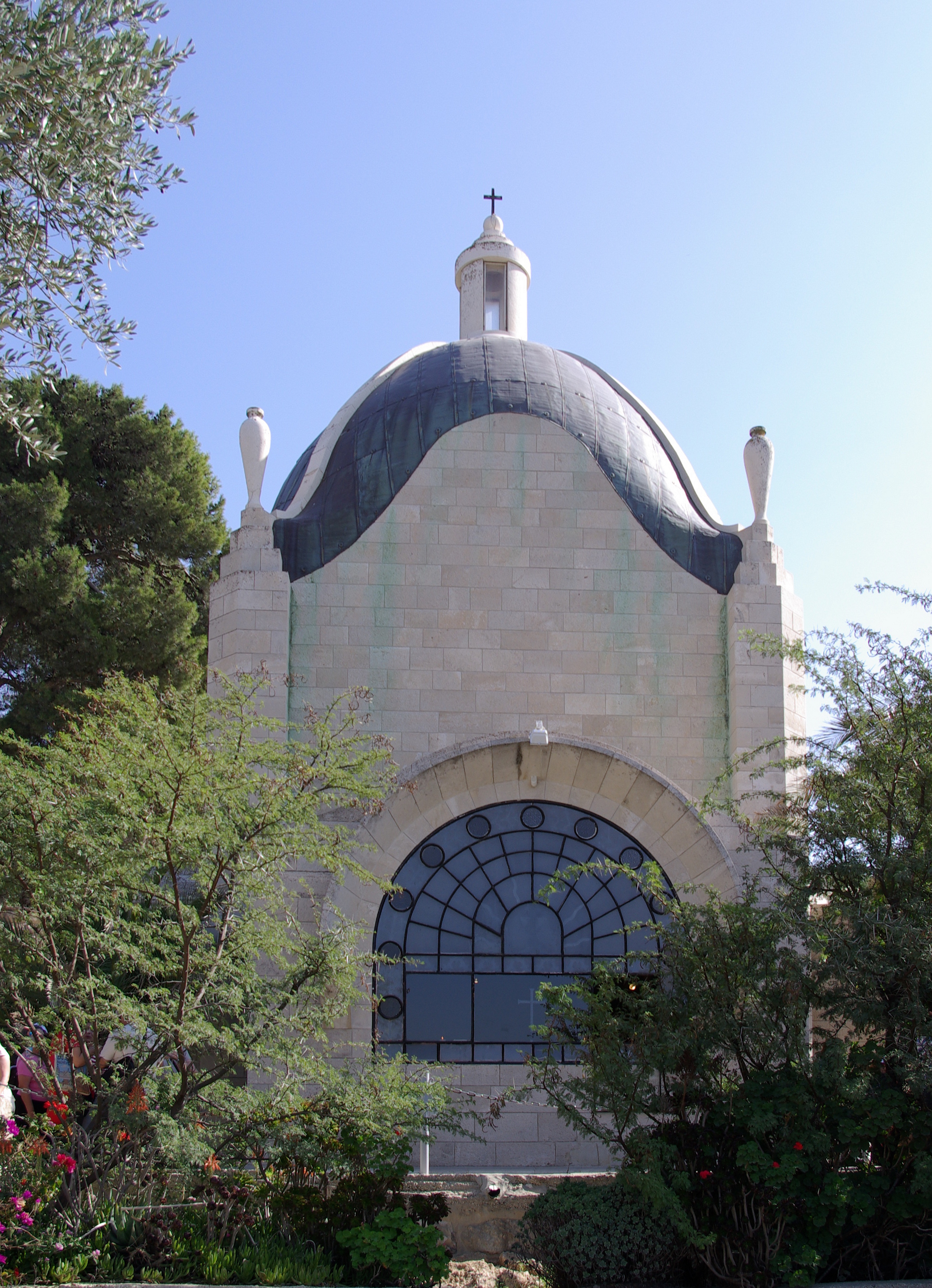
Ansicht von Westen